# Urorcites cribripennis
Urorcites cribripennis är en skalbaggsart som beskrevs av Thomson 1878. Urorcites cribripennis ingår i släktet Urorcites och familjen långhorningar. Inga underarter finns listade i Catalogue of Life.